# 2,6-difenylfenol
2,6-difenylfenol is een organische aromatische verbinding met als brutoformule C18H14O. Men kan ze beschouwen als meta-terfenyl met een hydroxylgroep aan de centrale fenylgroep tussen de twee buitenste fenylgroepen.

## Synthese[1]
De synthese gaat uit van de autocondensatie van cyclohexanon met als katalysator waterig kaliumhydroxide of natriumhydroxide. Dit geeft een mengsel van bi- en tricyclische ketonen. Bij deze condensatiereactie wordt tevens water gevormd. Na destillatie voor de afscheiding van water en bicyclische ketonen (die gerecycleerd worden in het proces), worden de tricyclische keton-isomeren gedehydrogeneerd door ze op hoge temperatuur over een katalysatorbed, bestaande uit platinum of palladium op een substraat, te sturen. Daarbij ontstaat een mengsel van 2,6-difenylfenol en andere partieel gedehydrogeneerde nevenproducten. 2,6-Difenylfenol kan hieruit afgescheiden worden door fractionele kristallisatie.

## Toepassingen

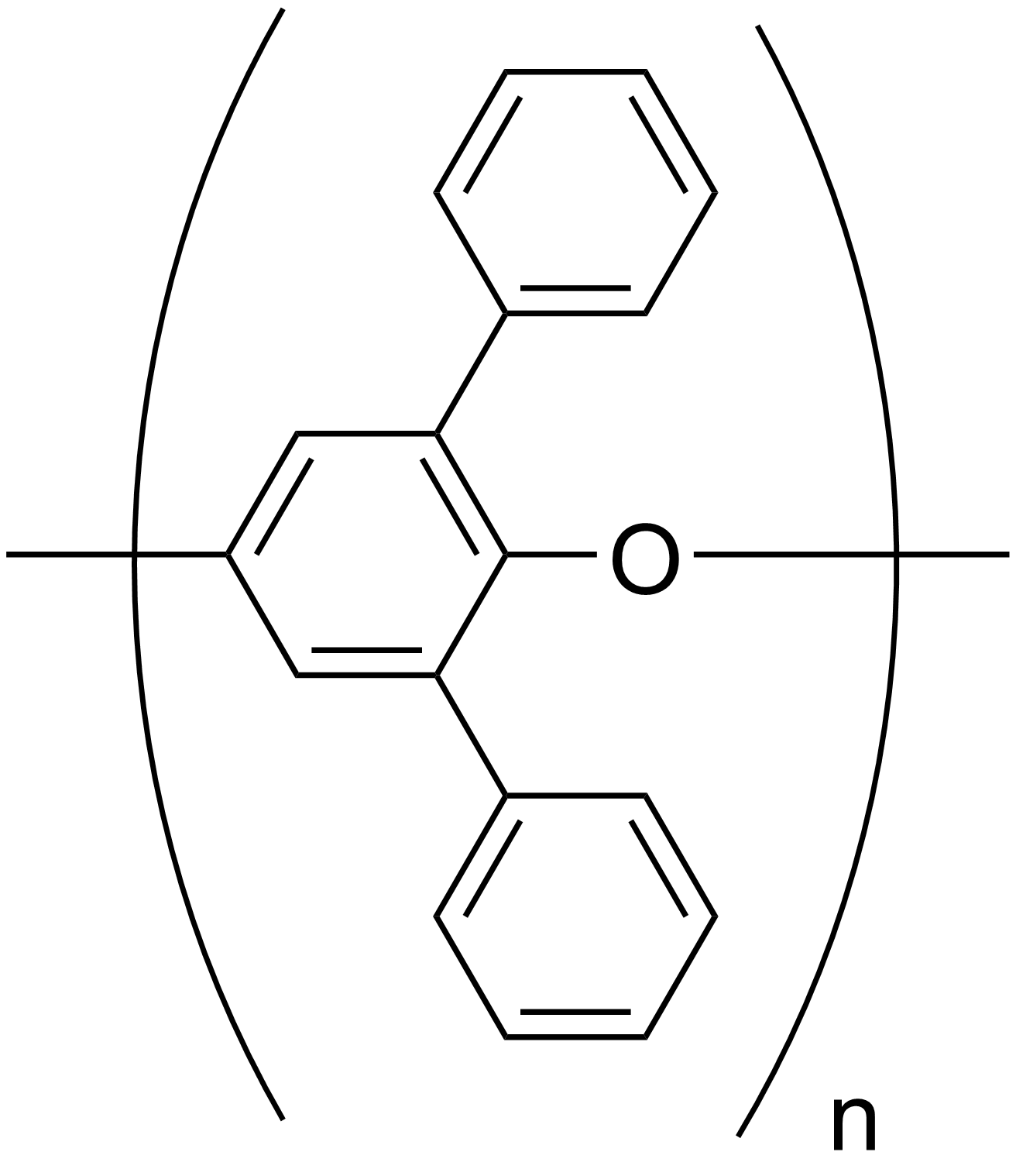
Poly(2,6-difenylfenyleenoxide)

2,6-Difenylfenol is een bouwsteen voor de productie van diverse stoffen, waaronder kleurstoffen, insecticiden, narcotica en speciale plastics.
Het is meer bepaald het monomeer van poly(2,6-difenylfenyleenoxide), dit is een polyfenyleenetherhars oorspronkelijk ontwikkeld door General Electric. Het is een poreus polymeerhars met een hoge thermische stabiliteit (tot 350°C). Het wordt onder meer gebruikt als kolommateriaal in gaschromatografie en als adsorptiemateriaal voor het opvangen van vluchtige luchtverontreinigende stoffen; voor deze toepassingen is het bekend onder de merknaam Tenax.
Het wordt gebruikt als ligand voor de synthese van mangaan-zuurstofclusters en het kan solventvrije metaalcomplexen vormen met alkalimetalen.